# Freshmen (Zeitschrift)
Freshmen war eine US-amerikanische Zeitschrift. Die Zeitschrift wurde 1991 gegründet und erschien monatlich bei Speciality Publications, LPI Media. Das Erscheinen wurde mit der Oktoberausgabe 2009 eingestellt.
Das Magazin richtete sich an homosexuelle und bisexuelle Männer. Neben Interviews und Reportagen enthielt Freshmen erotische Fotos von männlichen Models zwischen 18 und 30 Jahren. Freshmen gehörte zu den meistverkauften Zeitschriften des Genres. Bilder von Models der Unternehmen Bel Ami, Falcon Entertainment und weiteren bekannten Unternehmen der Sexindustrie wurden im Magazin veröffentlicht.
Specialty Publications publiziert des Weiteren das Magazin Men.

## Freshman of the Year
Das Magazin veranstaltete seit 1995 einen jährlichen Wettbewerb, in dem die Leser ihren „Freshman of the Year“ wählen konnten.
- 1998 – Mikal Janos[2]
- 1999 – Christopher Ash[2]
- 2000 – Jeremy Tucker[3]
- 2001 – Dick McKay[4]
- 2002 – Billy Brandt[5]
- 2003 – Marcus Allen[6]
- 2004 – Sebastian Bonnet[7]
- 2005 – Josh Elliot[8]
- 2006 – Roman Heart[9]
- 2007 – Zack Randall[10]
- 2008 – Mario Cazzo[11]
- 2009 – Zack Randall